# Eckenlied
Das Eckenlied gehört zur Dietrichepik und beschreibt einen Riesenkampf des Dietrich von Bern. Es gehört zu den Aventiuren, die im Gegensatz zur heroischen Dietrichepik keinen historischen Bezug zu Theoderich erkennen lassen. Schauplätze sind Deutschland, Südtirol, Italien. Das Eckenlied ist in mittelhochdeutscher Sprache verfasst und in zwei Fassungen überliefert: Einer österreichischen Fassung aus der 1. Hälfte des 13. Jahrhunderts und einer zweiten überarbeiteten rheinischen Fassung aus der 2. Hälfte des 13. Jahrhunderts. Das Lied ist in Strophenform, im so genannten Bernerton verfasst.

## Handlung
Der Riese Ecke zieht von seinem Hof in der Nähe von Köln, im Auftrag der drei Königinnen von Jochgrimm aus, um mit Dietrich von Bern zu kämpfen. Er geht zu Fuß bis nach Trient; dort trifft er in einem Wald Dietrich. Bei dem Kampf mit Dietrich stirbt Ecke. Dietrich, der schwer verwundet ist, wird von einer Königin, Babehilt, und einer Jungfrau gepflegt, bis seine Wunden verheilt sind. Auf seinem Weg zu den drei Königinnen versuchen Eckes Verwandte sich an Dietrich zu rächen, besonders Eckes Bruder Vasolt führt Dietrich immer wieder in einen Hinterhalt. Dabei kämpft Dietrich mit Eggenot, der Riesin Birkhilt (Eckes Mutter) und Uodelgart (Eckes Schwester). Das Ende des Eckenlieds ist nicht eindeutig, da es verschiedene Variationen gibt. In jeder dieser Variationen überlebt Dietrich. Nachdem er die drei Königinnen von Jochgrimm besucht hat (in einer Fassung wirft er den Königinnen den Kopf Eckes wütend vor die Füße, in einer anderen lässt er sich gerne von den Königinnen verwöhnen und Treue schwören), kehrt er am Schluss in seine Stadt Bern (Welsch-Bern=Verona) zurück.

## Textausgaben
- Joseph von Laßberg (Hrsg., unter dem Namen „Sepp von Eppishusen“): Eggen-Liet, das ist: Der Wallere, von Heinrich von Linowe ... aus der ältesten geschrift, also zum ersten Mal an liecht gestellt, durch meister Seppen von Eppishusen, einen farenden schueler. Gedrukt am obern markt, uf neu iar. [Konstanz] 1832 (Erstdruck der Fassung L in einer Privatausgabe für Laßbergs Freunde) archive.org
- Martin Wierschin (Hrsg.): Eckenlied. Fassung L (= Altdeutsche Textbibliothek. Band 78). Niemeyer, Tübingen 1974, ISBN 3-484-20077-4.
- Francis B. Brévart (Hrsg. und Übers.):  Das Eckenlied.  Reclam, Ditzingen 1986, ISBN 3-15-008339-7 (mittelhochdeutscher Text und neuhochdeutsche Übersetzung).
- Francis B. Brévart (Hrsg.): Das Eckenlied. Sämtliche Fassungen. 3 Bände (= Altdeutsche Textbibliothek. 111). Niemeyer, Tübingen 1999, ISBN 3-484-20211-4.
  - Teil 1: Einleitung. Die altbezeugten Versionen E1, E2 und Strophe 8-13 von E4. Anhang: Die Ecca-Episode aus der Thidrekssaga
  - Teil 2: Dresdener Heldenbuch und Ansbacher Fragment E7 und E3
  - Teil 3: Die Druckversion und verwandte Textzeugen e1, E4, E5, E6
- Christa Tuczay (Hrsg. und Übers.): Die aventiurehafte Dietrichepik. Laurin und Walberan, der jüngere Sigenot, das Eckenlied, der Wunderer (= Göppinger Arbeiten zur Germanistik. Band 599). Kümmerle, Göppingen 1999, ISBN 3-87452-841-3 (mittelhochdeutscher Text und neuhochdeutsche Übersetzung).